# Holzmadenfuro
Holzmadenfuro è un genere estinto di pesci ossei appartenente agli Halecomorphi, vissuto durante il Giurassico inferiore, nel Toarciano (circa 183 milioni di anni fa), e i cui fossili sono stati ritrovati in Germania. È rappresentato da un’unica specie nota, †Holzmadenfuro rebmanni.

## Etimologia
Il nome generico Holzmadenfuro deriva dalla località di Holzmaden, dove è stato scoperto l'esemplare, combinato con il suffisso Furo, in riferimento a generi simili del Giurassico inferiore e superiore già nominati con tale appellativo. L'epiteto specifico rebmanni onora il Dr. Herbert Rebmann, direttore della Lipoid GmbH di Ludwigshafen, che ha finanziato la realizzazione del modello di Hauffiosaurus per il Urweltmuseum Hauff.

## Descrizione
L’olotipo (MHH2019–1) è un esemplare completo in vista laterale, lungo 43 cm in lunghezza standard (SL), con una lunghezza totale di circa 51 cm. È l’unico esemplare noto.
Holzmadenfuro rebmanni presenta un corpo allungato e snello. La profondità massima del corpo è pari al 27% della lunghezza standard (11,5 cm). Il capo, incluso l’opercolo, misura circa il 26% della lunghezza standard (11 cm). La pinna dorsale, di dimensioni medie, si trova dietro la 24ª o 25ª fila verticale di scaglie ed è composta da 17 raggi segmentati. Sono presenti 20 raggi principali nella pinna caudale.
Tra le caratteristiche diagnostiche si evidenziano: un solo osso parietale per lato, quattro ossa infraorbitali, denti del dentale lunghi il doppio di quelli mascellari, canale mascellare presente, linea laterale che si incurva verso il lobo dorsale della pinna caudale, con due grandi ossicoli della linea laterale tra l’ottavo e il nono raggio caudale principale. Vi sono 47 o 48 file di scaglie verticali dal postcleitra alla linea di flessione caudale. Le scaglie anteriori alla linea di flessione presentano piccole seghettature; quelle in prossimità della linea laterale possiedono fino a 20 seghettature. Sono inoltre presenti scaglie allungate nella regione anteroventrale e vicino all’inserzione della pinna dorsale. Tra i branchiostegali e le pinne pettorali si osservano piccole scaglie. Sono identificabili linee laterali mediane e dorsali.

## Classificazione
Holzmadenfuro è stato descritto per la prima volta nel 2020, sulla base di un fossile ritrovato nei celebri Scisti a Posidonia nella zona di Holzmaden, nel Baden-Württemberg (Germania). 
Holzmadenfuro è considerato un rappresentante arcaico degli Ophiopsiformes, un gruppo di Halecomorphi noti anche come Ionoscopiformes, comprendente numerose forme del Giurassico e del Cretaceo. Una forma affine, rinvenuta nella medesima formazione geologica, è Ohmdenfuro.